# آئوگوست کوالچیک
آئوگوست کوالچیک (لهستانی: August Kowalczyk؛ ‏ ۱۵ اوت ۱۹۲۱ – ۲۹ ژوئیهٔ ۲۰۱۲) بازیگر و کارگردان نمایش اهل لهستان بود.
از فیلم‌ها یا برنامه‌های تلویزیونی که وی در آن نقش داشته‌است، می‌توان به سرنوشت‌های لهستانی، گفتار پایانی نورنبرگ، یانوشیک، قماری بالاتر از زندگی، خرده‌دهقانان، رمز انیگما، دست‌نوشته ساراگوسا، کرانه‌ای دیگر و یک نسل اشاره کرد.
وی همچنین برندهٔ جوایزی همچون نشان سی‌مین سالگرد خلق لهستان، نشان دهمین سالگرد خلق لهستان، و صلیب آشویتس شده‌است.